# 拉韦尔
拉韦尔（Raver），是印度马哈拉施特拉邦Jalgaon县的一个城镇。总人口25949（2001年）。

## 人口
该地2001年总人口25949人，其中男性13411人，女性12538人；0—6岁人口3915人，其中男2056人，女1859人；识字率64.93%，其中男性为71.78%，女性为57.60%。